# Џон Легвизамо
Џон Алберто Легвизамо (енгл. John Alberto Leguizamo; Богота, 22. јул 1964) колумбијско-амерички је глумац, продуцент, стендап комичар и сценариста. Наступио је у преко 75 филмова, на десетине ТВ емисија (рекламе, музички спотови и сл.) и играо на Бродвеју.